# フルフォース
フルフォース (Fullforce)は、ハンマーフォールを脱退し、パイロット転職を表明したステファン･エルムグレンによって結成されたバンドである。

## 来歴
2008年4月、パイロットに専念するためにハンマーフォールを脱退したステファン・エルムグレンは、飛行機を操縦している間もプレイする欲求が消えることはなかった事を理由に同年終盤、同じくハンマーフォールを脱退していたベーシストのマグナス・ルセーンに新バンド結成を持ちかけた事からスタートする。その後同時にマグナスの親友でクラウドスケープのヴォーカリスト、ミカエル・アンデションが加入する。2009年5月、FULLFORCEのデモ・トラック「Heart And Soul」がMYSPACE上で公開され、数日後にハンマーフォールのアンデシュ・ヨハンソンが加入、さらに翌日セカンド・ギタリストがNARNIAのカール＝ヨハン・グリマークであることが発表される。カールはその時点でNARNIAの最終作『COURSE OF A GENERATION』をリリースしていた。2010年、年明けにベーシストのマグナス・ルセーンが複数のプロジェクトを抱えて多忙なことを理由に脱退する。約2週間後、後任がJUGGERNAUTやドリーム・イーヴルに参加した経験を持つ、トミー・ラーションであることが発表される。これ以降数回に分けてデモ発表。レコーディングを開始し同年終盤にデビュー・アルバムが完成する。SPVと契約する。欧州では2011年6月17日にデビューアルバム『ONE』をリリースした。日本では、アヴァロン・レーベルから日本盤がリリースされた。2012年に2ndアルバム『Next Level』をリリースした。

## メンバー
- ミカエル・"マイク"・アンデション (Michael "Mike" Andersson) - Vo

現クラウドスケープ
- ステファン・エルムグレン (Stefan Elmgren) - G

元ハンマーフォール
- ロビン・ロスクヴィスト (Stefan Rosqvist) - G

現Cloudscape
- トミー・ラーション (Tommy Larsson) - B

元ヒード
- アンデシュ・ヨハンソン (Anders Johansson) - Dr

現ハンマーフォール

### 旧メンバー
- カール＝ヨハン・グリマーク (Carl-Johan Grimmark) - G

現グリマーク、元ナルニア
- マグナス・ルセーン (Magnus Rosén) - B

元ハンマーフォール、元レヴォリューション・ルネッサンス

## ディスコグラフィ
- 2011年 ONE
- 2012年 Next Level

## 関連バンド
- ハンマーフォール
- ストラトヴァリウス
- レヴォリューション・ルネッサンス
- ドリーム・イーヴル